# 창암초등학교
창암초등학교는 대한민국 충청북도 충주시 중앙탑면 창동길 52 (창동리)에 있었던 공립 초등학교이다.

## 연혁
- 1966년 9월 16일 설립인가
- 1967년 3월 3일 가금국민학교 창동분교 개교
- 1969년 12월 2일 창동국민학교 인가
- 1970년 7월 1일 창암국민학교로 개명
- 1996년 3월 1일 창암초등학교로 변경
- 1998년 2월 18일 제28회 졸업식(11명, 총 924명)
- 1998년 3월 1일 탄금초등학교로 통합